# Wauseon
Wauseon ist eine City im US-Bundesstaat Ohio und der Verwaltungssitz (County Seat) des Fulton County. Das U.S. Census Bureau ermittelte bei der Volkszählung 2020 eine Einwohnerzahl von 7568.

## Geschichte
Wauseon wurde 1853 parzelliert, als die Michigan Southern Air Railway bis zu diesem Punkt verlängert wurde. Landspekulanten kauften 160 Acres Land, aus denen die Stadt Wauseon werden sollte. Der ursprüngliche Name für die Stadt war Litchfield nach Litchfield, New York, von wo viele der neuen Siedler der Stadt ausgewandert waren. Hortensia Hayes, die Tochter eines frühen Siedlers, schlug jedoch vor, das neue Dorf nach einem Häuptling des Odawa-Stammes namens Wauseon zu benennen, der von der Bundesregierung gezwungen wurde, sein Land abzutreten, bevor er 1839 nach Oklahoma zog. Das Dorf wurde 1859 gegründet. Mit dem kommerziellen Erfolg, den die Eisenbahn mit sich brachte, wurde Wauseon größer als der ursprüngliche Sitz von Fulton County (Ottokee), und 1869 wurde Wauseon zum County Seat ernannt. Das Fulton County Courthouse wurde 1871 gebaut.
Zwischen 1901 und 1939 wurde die Gemeinde von der Toledo and Indiana Railway bedient, einer Überlandbahn zwischen Toledo und Bryan, Ohio. Der Bau des Ohio Turnpike in der Mitte des 20. Jahrhunderts trug ebenfalls zum wirtschaftlichen Wachstum von Wauseon bei.

## Demografie
Nach einer Schätzung von 2019 leben in Wauseon 7410 Menschen. Die Bevölkerung teilt sich im selben Jahr auf in 87,0 % Weiße, 0,2 % Afroamerikaner, 1,1 % Asiaten und 3,8 % mit zwei oder mehr Ethnizitäten. Hispanics oder Latinos aller Ethnien machten 15,6 % der Bevölkerung aus. Das mittlere Haushaltseinkommen lag bei 54.774 US-Dollar und die Armutsquote bei 8,0 %.

## Persönlichkeiten
- James Stewart Hine (1866–1930), Entomologe
- Barney Oldfield (1878–1946), Automobilrennfahrer
- Hal Price (1886–1964), Schauspieler
- John Lewis Moll (1921–2011), Elektroingenieur
- James Massey (1934–2013), Informationstheoretiker und Kryptologe